# Ronald Rauhe
Ronald Rauhe (Berlim, 3 de outubro de 1981) é um canoísta alemão especialista em provas de velocidade.

## Carreira
Foi vencedor das medalhas de ouro, prata e bronze em K-2 500 m em Atenas 2004, Pequim 2008 e Sydney 2000 respetivamente junto com o seu colega de equipa Tim Wieskötter.
Em Tóquio 2020, conquistou o título na K-4 quinhentos metros ao lado de Tom Liebscher, Max Lemke e Max Rendschmidt.